# Candidature en 1978 des députés français de la 5e législature

Liste des candidatures en 1978 des députés français de la 5e législature de la Cinquième République et d'une éventuelle candidature à leur réélection lors des élections législatives des 12 et 19 mars 1978. Les députés en fonction sont présentés au moment du scrutin et de la fin de la mandature. L'année indiquée est celle de leur première élection à l'Assemblée nationale, les mandats pouvant cependant ne pas avoir été continus. 
Deux députés sortants du RPR sont battus. Les gaullistes ne gagnent aucun siège par victoire de leurs députés sortants et en perdent 21 par défaite de leurs députés sortants. 